# Concerto số 1 cho piano (Scriabin)
Concerto cho piano, cung Fa thăng thứ , Op. 20 là bản concerto dành cho piano của nhà soạn nhạc người Nga Alexander Scriabin. Tác phẩm được Scriabin hoàn thành vào năm 1896. Tác phẩm thể hiện sự chịu ảnh hưởng từ truyền thống cổ điển của Nga và Tây Âu của nhà soạn nhạc Nga, nổi bật là những cảm xúc trữ tình tinh tế, những hình thức cấu trúc rành mạch, kế thừa những truyền thống cổ điển, nói về vẻ đẹp thiên nhiên và tình yêu cao đẹp, những ước vọng mang tính chất lãng mạn.